# Moskovskaïa Pravda

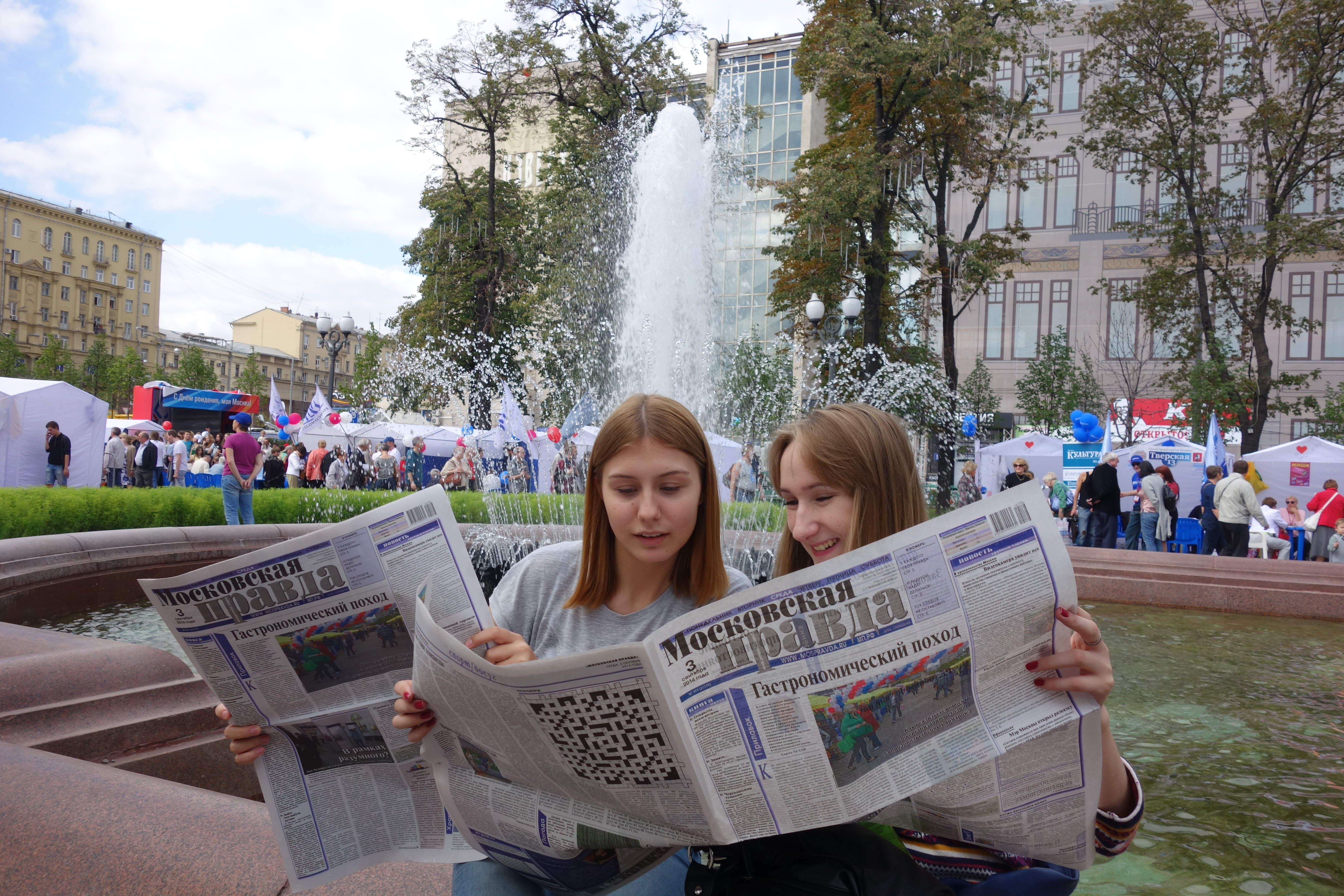
Femmes lisant le journal Moskovskaïa Pravda en 2014 à Moscou

La Moskovskaïa Pravda (russe : Московская правда), que l'on pourrait traduire en français par la « Vérité de Moscou », est un quotidien régional russe. Lancé le 18 juillet 1918, il est le plus ancien journal moscovite encore en circulation. Son tirage quotidien varie entre 320 000 et 400 000 exemplaires (2012), et sa diffusion couvre la ville de Moscou et sa banlieue. Il parait en grand format.
De 1992 à 1996, la publication Novy Vzgliad paraissait en tant que supplément du journal.